# Parasolymus
Parasolymus is een kevergeslacht uit de familie van de boktorren (Cerambycidae). De wetenschappelijke naam van het geslacht werd voor het eerst geldig gepubliceerd in 1934 door Breuning.

## Soorten
Parasolymus omvat de volgende soorten:
- Parasolymus multiguttatus Breuning, 1949
- Parasolymus sjoestedti Breuning, 1934